# زبان‌های سامی
زبان‌های سامی یا سِمیتی یکی از زیرشاخه‌های خانوادهٔ زبان‌های آفریقایی-آسیایی هستند که ریشهٔ آنها به غرب اسیا بازمی‌گردد. این زبان‌ها در غرب آسیا، شمال آفریقا و شاخ آفریقا و همچنین در گروه‌های بزرگ مهاجری در آمریکای شمالی، اروپا و استرالزی بیش از سیصد و سی میلیون گویشور دارند. این عبارت برای نخستین‌بار در دههٔ ۱۷۸۰م. توسط اعضای مکتب تاریخ‌نگاری گوتینگن استفاده شد که آن را بر اساس سام یکی از سه فرزند نوح در سفر پیدایش برگزیدند.
پرگویشورترین زبان‌های سامی در جهان امروز از این قرارند: عربی (۳۰۰ میلیون)، امهری (~۶۵ میلیون)، تیگرینیا (۷ میلیون)، عبری (~۵ میلیون)، تیگره (~۱٫۰۵ میلیون)، آرامی (۵۷۵٬۰۰۰ تا ۱ میلیون) و مالتی (۴۸۳٬۰۰۰).
زبان‌های سامی از زمان بسیار قدیمی به صورت نوشته‌شده یافت می‌شوند: زبان‌های سامی شرقی اکدی و ابلایی در قرون ۳۰ تا ۲۵ پ.م. به ترتیب در بین‌النهرین و شامات شمالی یافت می‌شوند. تنها اسنادی از سومری، ایلامی (هر دو زبان‌های تک‌خانواده)، مصری و لولویی پیش از سدهٔ سی‌ام پ.م. وجود دارد.
بیشتر خطوط سامی، از گونهٔ ابجد هستند – گونه‌ای که در آن تمام یا بیشتر واکه‌ها نشان داده نمی‌شود و به این دلیل که در زبان‌های سامی رسانندهٔ اصلی معنا هم‌خوان‌ها هستند برای این زبان‌ها مناسب است. از میان این خطوط می‌توان به اوگاریتی، فنیقی، آرامی، عبری، عربی و عربستانی جنوبی اشاره کرد.
زبان‌های سامی به علت صرف غیرترکیبی‌شان قابل توجه‌اند. در این زبان‌ها ریشه‌ها، خود تکواژ یا واژه نیستند، بلکه تعدادی (معمولاً سه) هم‌خوان منفردند که واژگان با افزودن واکه‌ها و دیگر هم‌خوان‌ها به این ریشه‌ها ساخته می‌شوند. برای مثال در عربی از ریشهٔ ک-ت-ب، واژگان کتاب، کُتُب، کاتب، کُتّاب یَکتُبُ و … ساخته می‌شوند.

## نام‌گذاری و شناسایی
شباهت عبری، عربی و آرامی از قرون میانه توسط همهٔ محققان پذیرفته شده بود. این زبان‌ها به علت تعامل با کشورهای خاور نزدیک و از طریق مطالعات کتاب مقدس برای محققان اروپای غربی شناخته‌شده بودند و تحلیل تطبیقی‌ای از این سه زبان در ۱۵۳۸ توسط گیوم پوستل به لاتین منتشر شد. دو قرن بعد، هیوب لودولف شباهت‌های این سه زبان و زبان‌های سامی اتیوپیایی را نشان داد. با این حال هیچ‌یک از این دو محقق این زبان‌ها را «سامی» نخواندند.
عبارت «سامی» توسط اعضای مکتب تاریخ‌نگاری گوتینگن، ابداع شد. یوهان گوتفرید آیشهورن این عبارت را از روی نام سام، یکی از سه پسر نوح در سفر پیدایش، ایجاد کرد. پیشتر این زبان‌ها در ادبیات علمی اروپایی به عنوان «زبان‌های شرقی» شناخته می‌شدند.

## تاریخ
دربارهٔ منشأ زبان‌های سامی دیدگاه‌های مختلفی وجود دارد:
- گروهی از خاورشناسان از قبیل فن کرمر (Von Kremer)، گویدی (Guidi) و هومل (Hommel) زادگاه اقوام سامی را عراق و حوالی آن پنداشتند.
- نولدکه (Nöldeke) وگروهی دیگر از خاورشناسان، آفریقا را به عنوان نخستین سرزمین سامیان پیشنهاد کردند.
- نظریه دیگری که بیشتر مورد توجه نویسندگان معاصر عرب قرار گرفته آنست که برای اولین باراشپرنگر (Sprenger) و پس از او اِبِرهارد شرادر (E. Schrader) عرضه داشتند. براساس این نظریه، سرزمین اصلی سامیان، عربستان و حتی ربع خالی تصور شده‌است.
- گروهی ارمنستان و گروهی سرزمین (أمَوریان) را زادگاه سامیان دانسته‌اند. این سرزمین در حدود شام و نواحی فرات بوده‌است. .[۳]

## وضعیت کنونی
عربی اکنون از موریتانی تا عمان، و از عراق تا سودان زبان اکثریت است. عربی کلاسیک زبان قرآن است. زبان مالتی یکی از نوادگان عربی سیسیلی، گونه‌ای از عربی مغربی، است. الفبای مالتی نوین بر الفبای لاتین بنیان نهاده شده و مالتی تنها زبان سامی رسمی در اتحادیه اروپا است.
برخی زبان‌های سامی، زبان ادبیات مقدس بعضی از ادیان بزرگ جهانند: اسلام (عربی)، یهودیت (عبری و آرامی)، کلیسای سریانی (سریانی)، مسیحیت اتیوپیایی (گعز).

## دسته‌بندی
شش گروه کاملاً بحث‌برانگیز در درون زبان‌های سامی وجود دارد: سامی شرقی، سامی شمال‌غربی، عربستانی شمالی، عربستانی جنوبی باستان، عربستانی جنوبی نوین، و سامی اتیوپیایی.
- سامی شرقی
- سامی غربی
  - سامی مرکزی
    - سامی شمال غربی
    - عربی

  - سامی جنوبی
    - غربی: اتیوپیایی و عربستانی جنوبی باستان
    - شرقی: عربستانی جنوبی نوین

## مقایسه واژگان
به دلیل منشأ مشترک زبان‌های سامی، آن‌ها واژگان و ریشه‌های مشترک بسیاری دارند. برای نمونه:
| فارسی | نیاسامی         | اکدی       | عربی           | آرامی     | آشوری  | عبری       | گعز    | مهری      | مالتی           |
| ----- | --------------- | ---------- | -------------- | --------- | ------ | ---------- | ------ | --------- | --------------- |
| پدر   | *ʼab-           | ab-        | ʼab-           | ʼaḇ-āʼ    | bābā   | ʼāḇ        | ʼab    | ḥa-yb     | bu, (missier)   |
| قلب   | *lib(a)b-       | libb-      | lubb-, (qalb-) | lebb-āʼ   | lëbā   | lëḇ, lëḇāḇ | ləbb   | ḥa-wbēb   | ilbieba, (qalb) |
| خانه  | *bayt-          | bītu, bētu | bayt-, (dār-)  | bayt-āʼ   | bētā   | báyiṯ      | bet    | beyt, bêt | bejt, (dar)     |
| صلح   | *šalām-         | šalām-     | salām-         | šlām-āʼ   | šlāmā  | šālôm      | salām  | səlōm     | sliem           |
| زبان  | *lišān-/*lašān- | lišān-     | lisān-         | leššān-āʼ | lišānā | lāšôn      | ləssān | əwšēn     | ilsien          |
| آب    | *may-/*māy-     | mû         | māʼ-/māy       | mayy-āʼ   | mēyā   | máyim      | māy    | ḥə-mō     | ilma            |

## تأثیر فارسی بر زبان‌های سامی
دولت نیرومند هخامنشی، سرزمین‌های آباد و متمدن سامی‌نشین آن روزگار را، از بین‌النهرین تا فراسوی مصر، حاکم شد و مدتی چند برآن‌ها حکومت کرد. از سوی دیگر تسلط ایرانیان بر دنیای متمدن و اقوام متعددی که اجباراً با یکدیگر در نزاع بودند، استقراری به وجود آورد که در سایه آن، مردمان توانستند به فرهنگ و پدیده‌های آن بپردازند و روابط انسانی را در میان خویش گسترش دهند؛ و نیز سیاست هخامنشیان با اقوام سامی‌نژاد، خاصه یهودیان، آنچنان بود که ایشان را به سوی خود جلب می‌کرد. احترام تقدس‌آمیز یهودیان نسبت به کورش هخامنشی سخت معروف است. به دلیل آن استقرار و این روابط دوستانه، مقدار واژه‌هایی که در زمان هخامنشی و اوائل اشکانی به ادبیات تلمودی راه یافته بسیار فراوان‌تر از کلمات قرضی در دوران‌های دیگر است. از آنجا که ادبیات و دین یهود در میان بسیاری از اقوام کهن رواج یافته بود، کلمات فارسی از این راه توانستند به دیگر زبان‌های سامی نیز نفوذ کنند. این انبوه کلمات فارسی، بی‌تردید میراث زبان آرامی شاهی است که برای دیگر لهجه‌های سامی به جای مانده‌است.
علاوه بر این دسته کلمه، گروه عظیمی نیز در دوران‌های بعد مستقیماً از راه پارسی باستان و پهلوی اشکانی و پهلوی ساسانی و حتی فارسی دری به زبان‌های آرامی رفته‌اند، زیرا روابط ایران با سامی‌ها در هیچ‌یک از دوران‌های تاریخ قطع نگردیده‌است. برخی از کلمات فارسی معرب نیز از راه زبان‌های آرامی به عربی رفته‌اند، نه مستقیماً از زبان فارسی.